# 滕王阁站
滕王阁站位于中华人民共和国江西省南昌市东湖区和西湖区交界处的中山西路，是南昌地铁1号线的地铁车站，车站于2015年12月26日和1号线一同启用。
本站虽以滕王阁为名，但实际上万寿宫站距离滕王阁更近。

## 车站结构
站厅在地下一层，站台在地下三层为岛式站台；车站主体长150m，站台宽约12m。

### 楼层
| 1层  | 地面               | 出入口                         |  |  |
| -1层 | 站厅               | 自动售票机、客服中心           |  |  |
| -2层 | 設備層             | 車站設備                       |  |  |
| -3层 |                    | █ 1号线 往昌北机场（秋水广场） |  |  |
|      | 岛式站台，左侧开门 |                                |  |  |
|      |                    | █ 1号线 往麻丘（万寿宫）       |  |  |

### 出入口
本站共开放3个出入口，预留1个出入口。
| 编号                   | 指示         | 图片 | 建议前往的目的地                                                                     |
| ---------------------- | ------------ | ---- | ------------------------------------------------------------------------------------ |
| 出口 · 1L              | 中山西路南侧 |      | 蓝湾半岛花园、西河滩巷、大洲支路、名实花园、大洲路、桃花源居、近水花园、维多利亚华庭 |
| 出口 · 2L · 升降机标志 | 中山西路北侧 |      | 新洲路、人杰路、南昌市图书馆、南昌市博物馆、滕王阁                                   |
| 出口 · 4L              | 中山西路南侧 |      | 沿江中大道                                                                           |
| 註： 設有              |              |      |                                                                                      |

## 历史
- 2009年6月2日《南昌市轨道交通1号线一期工程环境影响报告书（简本）》中本站名为滨江大道站位于中山西路、西河滩路交叉口[6][7]。
- 2010年8月30日的1号线一期24个站点暂用名定为滨江大道站[2]。
- 2010年12月15日确定将改为中山西路站[8]。
- 2015年9月16日确认改为滕王阁站[9][10]。
- 2015年12月26日随1号线一期一同启用。